# Dichromia carninalis
Dichromia carninalis là một loài bướm đêm trong họ Erebidae.